# Réti kardvirág
A réti kardvirág (Gladiolus imbricatus) a nősziromfélék (Iridaceae) családjába tartozó kardvirág (Gladiolus) növénynemzetség egyik, Magyarországon védett faja.

## Elterjedése, élőhelye
Leginkább a mérsékeltebb éghajlatú európai térségben lelhető fel. Megtalálható a következő országokban: Franciaország, Olaszország (Szicília kivételével), Svájc, Németország, Ausztria, Csehország, Szlovákia, Szlovénia, Horvátország, Magyarország, Bosznia-Hercegovina, Szerbia, Montenegró, Macedónia, Görögország, Bulgária, Románia, Moldova, Ukrajna, Lengyelország, Fehéroroszország, Litvánia, Lettország, Észtország, Finnország.
Magyarországon legnagyobb példányszámban a Zempléni-hegységben található. De hegyi lápréteken, szőrfűgyepekben, gyertyános tölgyesekben, magassásosokban előfordul a következő tájegységeken is: Bükk-vidék, Mátra, Bakony, Nyírség, Szatmár-Beregi-síkság. Ismert előfordulása Vas vármegyében a Jáki kardvirágos rét.
A talaj mésztartalmára nézve közömbös faj.

### A nyíregyházi sóstói-erdőbeli állomány[2]
Elsőként Soó Rezső botanikus ismerte fel itteni jelenlétüket, mikor virágszedők által letépett példányaival találkozott. Az első élő töveket 1939-ben fedezte föl Ubrizsy Gábor, aki részletes leírást adott a környező növényzetről is. Ezután csak az 1980-as évek második felében találkozott egyetlen terméses példánnyal Bartha Dénes egy olyan erdőrészletben, amelynek helyére később tájidegen vöröstölgyest ültettek, s emiatt a fajt egy ideig kipusztultnak vélték. 2008-ban azonban az E-misszió Egyesület munkatársai megtalálták a növény két állományát (összesen 29 tövet): a két populáció egy tölgyes erdőrészlet egymástól néhány száz méterre levő tisztásain él, s egyikük valószínűleg azonos az Ubrizsy Gábor által 1939-ben közölt állománnyal, legalábbis a növényzet leírása alapján erre lehet következtetni.

## Jellemzői
Jellegzetes megjelenésű évelő növény, könnyen felismerhető. A rostos hártyákba burkolózó hagymagumóból növő szára 30–90 cm magas. 1–2 cm széles, tőállású levelei szálasak, ép szélűek. Az alsó levél tompa csúcsú. A június-júliusban nyíló, bíborvörös, 2,5–3,5 cm nagyságú virágai a szár csúcsán egy oldalra nézve, fürtben állnak: számuk ötnél, sokszor azonban tíznél is több. A virág mellett álló hosszabbik buroklevél rendesen rövidebb a lepel felénél. Toktermései tojásdadok és hegyes csúcsúak, hosszúságuk körülbelül másfélszerese szélességüknek.
Kivadult kerti rokonaitól kisebb és bíborvörös virágaiban különbözik.
A fokozottan védett mocsári kardvirág (Gladiolus palustris) abban tér el tőle, hogy ennek alsó levele is hegyes csúcsú, toktermései tojásdadok és tompa csúcsúak, általában kevesebb virág található rajta és a virág mellett álló hosszabbik buroklevél hosszabb a lepel felénél.

## Képek

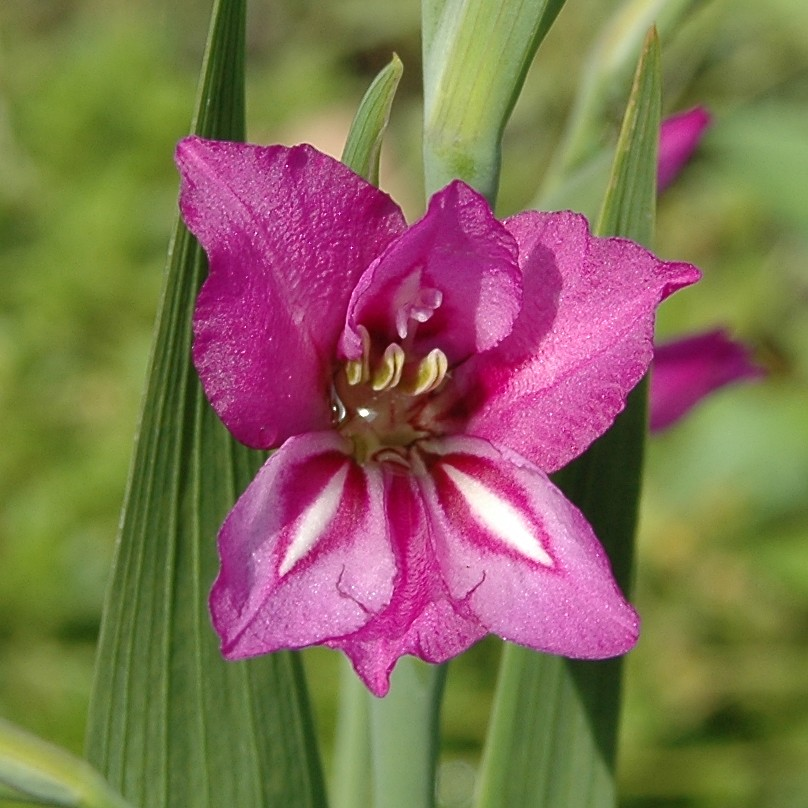
Réti kardvirág virága szemből
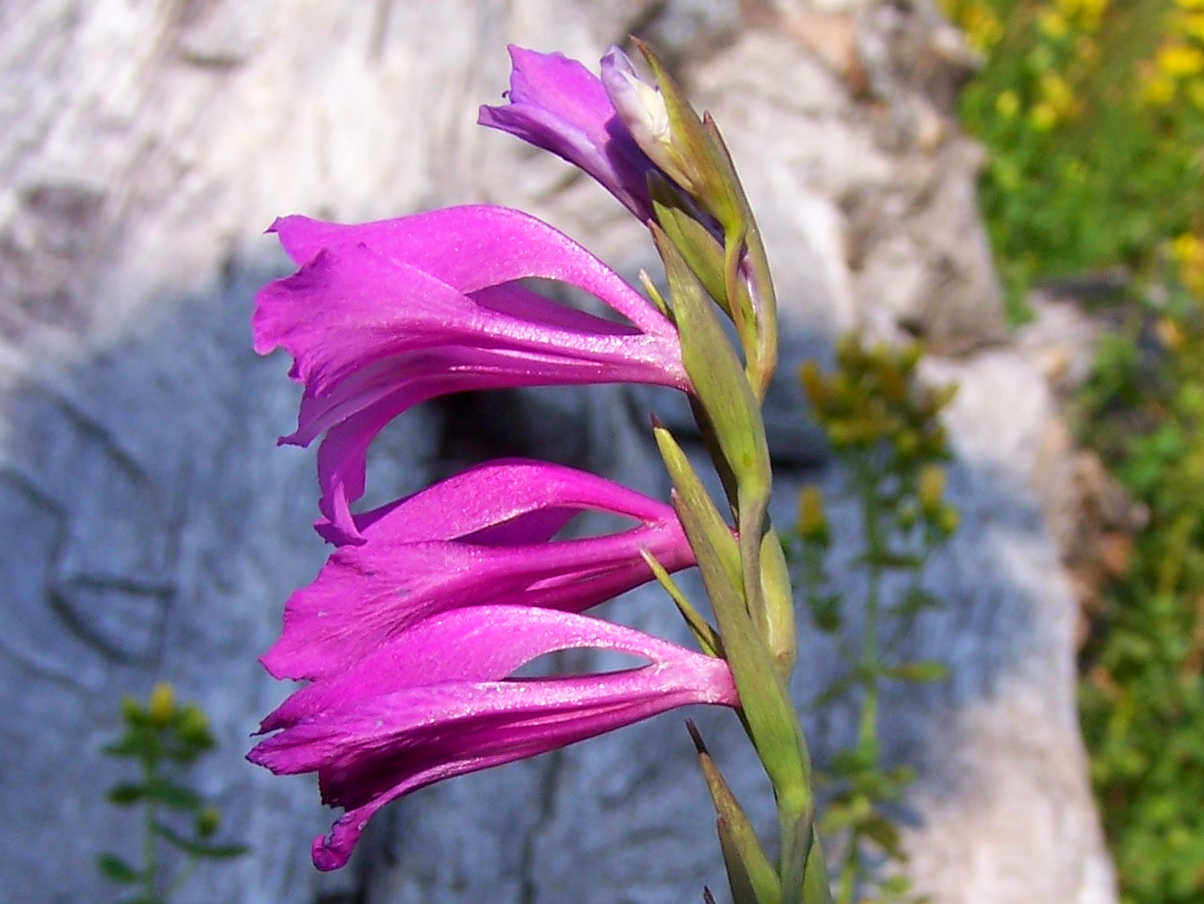
Réti kardvirág virága oldalról
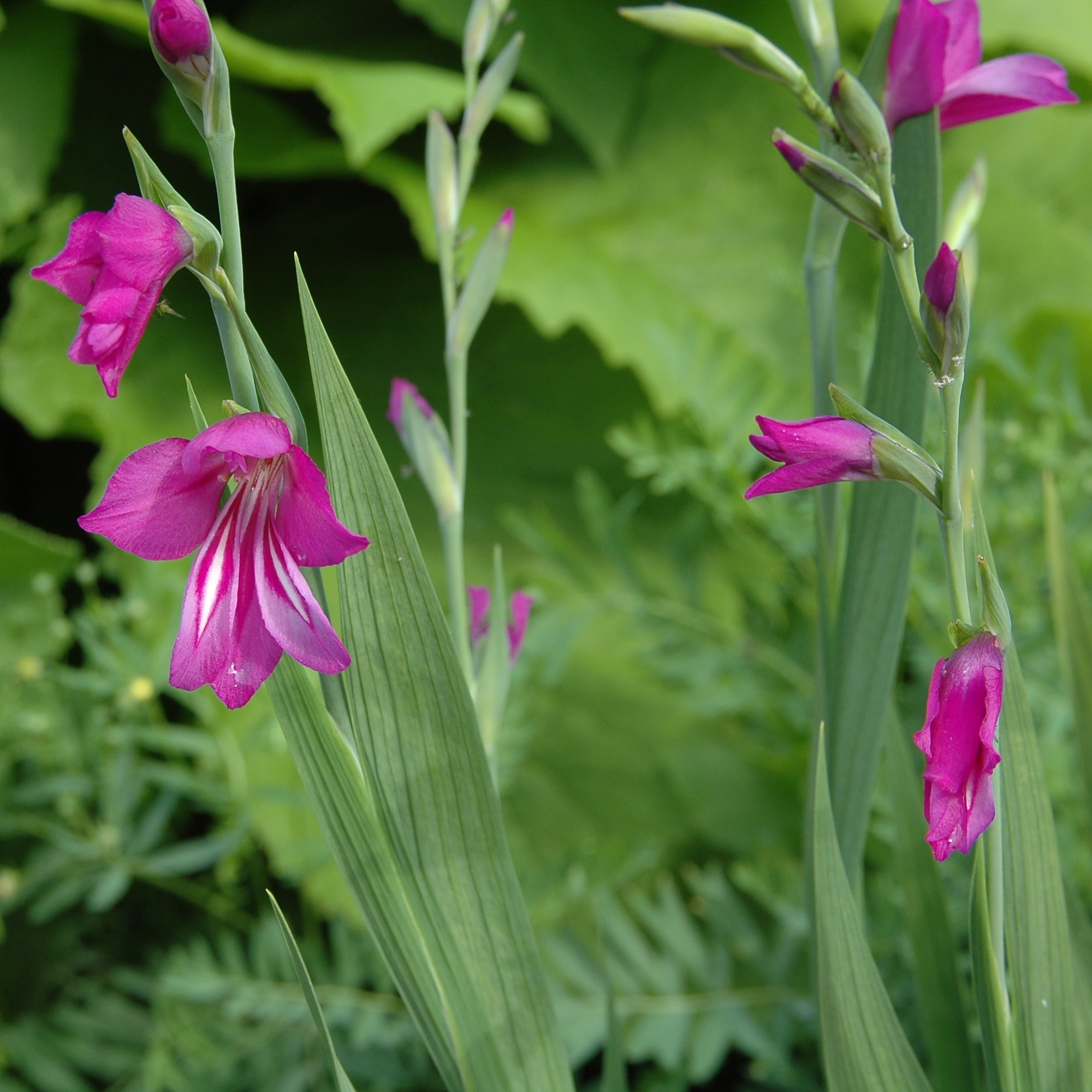
Réti kardvirág (G. imbricatus)
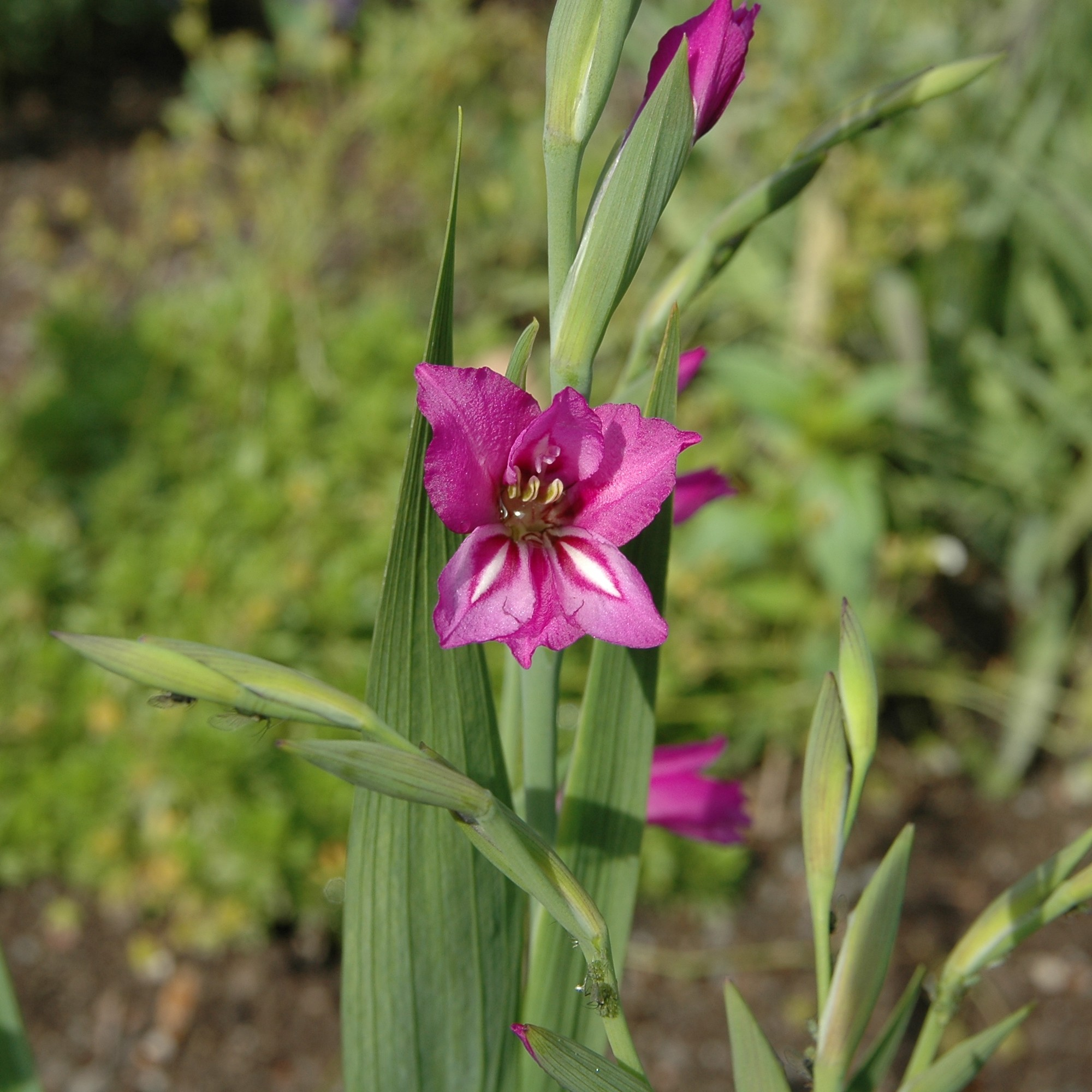
Réti kardvirág (G. imbricatus)
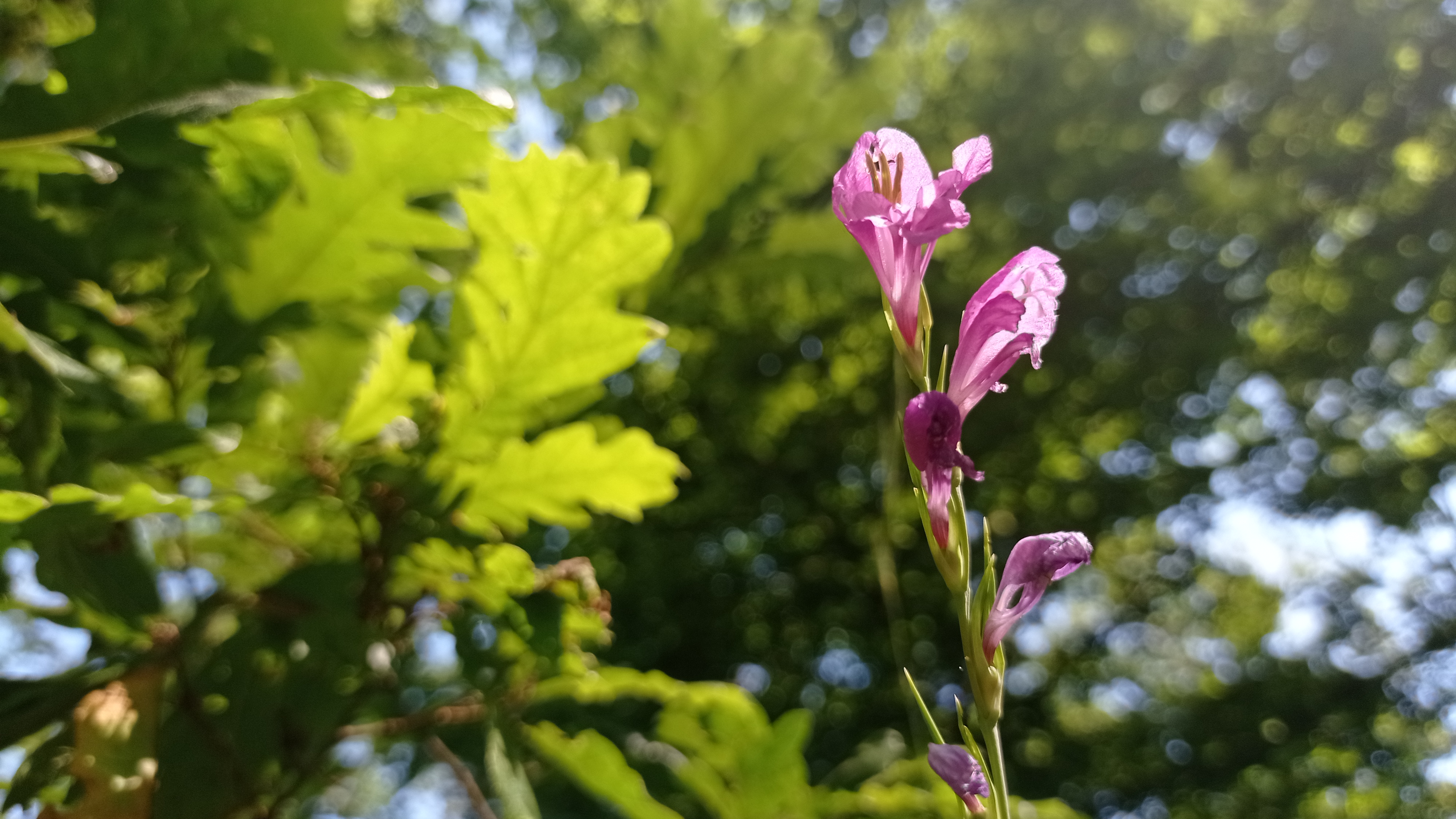
Réti kardvirág a jáki kardvirágos erdőben, 2023 július 8-án